# Ricky Johnson
Richard Bernard Johnson Jr., més conegut com a Ricky Johnson   (La Mesa, 6 de juliol de 1964), és un antic pilot professional de motocròs nord-americà. Va competir als Campionats AMA entre el 1980 i el 1990 i en va guanyar cinc títols de motocròs i dos de supercross. A banda, va guanyar quatre anys el Motocross des Nations i un el Trophée des Nations amb la selecció dels Estats Units. Després de la seva etapa en el motocròs, va tenir èxit en l'automobilisme, especialment en curses de stock car i tot terreny. Va guanyar la Baja 1000 dues vegades en la seva categoria (1997 i 2003) i també va competir a la NASCAR del 1995 al 1997.
Al llarg de la seva vida, Ricky Johnson ha rebut nombroses distincions. El 1998 li fou concedit el premi Edison Dye a la trajectòria, el 1999 fou incorporat a l'AMA Motorcycle Hall of Fame i el 2012, al Motorsports Hall of Fame of America.

## Trajectòria en el motocròs
Fill d'un entusiasta del motor, Johnson va tenir la seva primera motocicleta infantil a tres anys. Quan en va fer setze, el 1980, va obtenir la llicència professional. El 1983 va guanyar el Campionat del Món de motocròs quatre temps, una cursa anual que se celebrava aleshores al circuit de Glen Helen. L'any següent ja va guanyar el seu primer campionat nacional amb Yamaha. De cara a la temporada de 1986, el va fitxar l'antic campió del món i director de l'equip d'Honda Roger De Coster. Després d'haver lluitat amb el seu company d'equip David Bailey tota la temporada, va guanyar tant el campionat de motocròs com el de supercross de 250cc. De Coster, que també era l'entrenador de l'equip nord-americà per al Motocross des Nations, va seleccionar-lo per a integrar la selecció nacional al costat de Bailey i Johnny O'Mara. Els americans van guanyar de manera clara l'esdeveniment. Johnson, que ja havia guanyat el Motocross des Nations el 1984, va repetir el triomf encara dos anys més (1987 i 1988), fins a acumular un total de quatre victòries en aquesta prova.
Just abans de començar la temporada de 1987, David Bailey es va lesionar en un entrenament i es va quedar paralític de cintura cap avall. Això va permetre a Johnson de guanyar sense oposició el títol de motocròs, tant en 250cc com en 500cc. El 1988 va tornar a guanyar a la categoria de 500cc, tant el campionat de motocròs com el de supercross.
Johnson va començar la temporada de 1989 amb força, però es va trencar el canell a començaments de la temporada en un entrenament, una lesió de la qual mai es recuperaria completament. Ho va intentar durant unes quantes temporades més, però l'antiga lesió va resultar massa determinant. Just abans de la temporada de 1991, Ricky Johnson va anunciar la seva retirada del motocròs.

## Palmarès en motocròs

### Títols per any
| Any  | Equip   | Campionat               | Classe |
| ---- | ------- | ----------------------- | ------ |
| 1983 | Yamaha? | Campionat del món de 4T | -      |
| 1984 | Yamaha  | AMA Motocross           | 250cc  |
| 1984 | Yamaha  | Motocross des Nations   | -      |
| 1984 | Yamaha  | Trophée des Nations     | -      |
|      |         |                         |        |
| 1986 | Honda   | AMA Supercross          | 250cc  |
| 1986 | Honda   | AMA Motocross           | 250cc  |
| 1986 | Honda   | Motocross des Nations   | -      |
| 1987 | Honda   | AMA Motocross           | 250cc  |
| 1987 | Honda   | AMA Motocross           | 500cc  |
| 1987 | Honda   | Motocross des Nations   | -      |
| 1988 | Honda   | AMA Supercross          | 250cc  |
| 1988 | Honda   | AMA Motocross           | 500cc  |
| 1988 | Honda   | Motocross des Nations   | -      |

### Resum
- 5 Campionats AMA de motocròs (2 x 500cc, 3 x 250cc)
- 2 Campionats AMA de Supercross 250cc
- 4 Motocross des Nations
- 1 Trophée des Nations
- 1 Campionat del món de motocròs de 4T